# موزه ساکیپ سابانجی
موزه ساکیپ سابانجی (ترکی استانبولی: Sakıp Sabancı Müzesi) یک موزه خصوصی هنرهای زیبا در دانشگاه سابانجی در استانبول ترکیه است که به هنر خوشنویسی، اسناد مذهبی و دولتی و همچنین نقاشی‌های دوران عثمانی اختصاص دارد. این موزه توسط ساکیپ سابانجی تأسیس و در ژوئن ۲۰۰۲ افتتاح شد. علاوه بر نمایشگاه‌های دائمی، این موزه همچنین محل برگزاری نمایشگاه‌های موقت داخلی و خارجی است و در آخر هفته‌ها میزبان رویدادهای فرهنگی است.
اخیراً این موزه با نمایش آثار پابلو پیکاسو و آگوست رودن مورد توجه جهانی قرار گرفت.

## تاریخچه عمارت

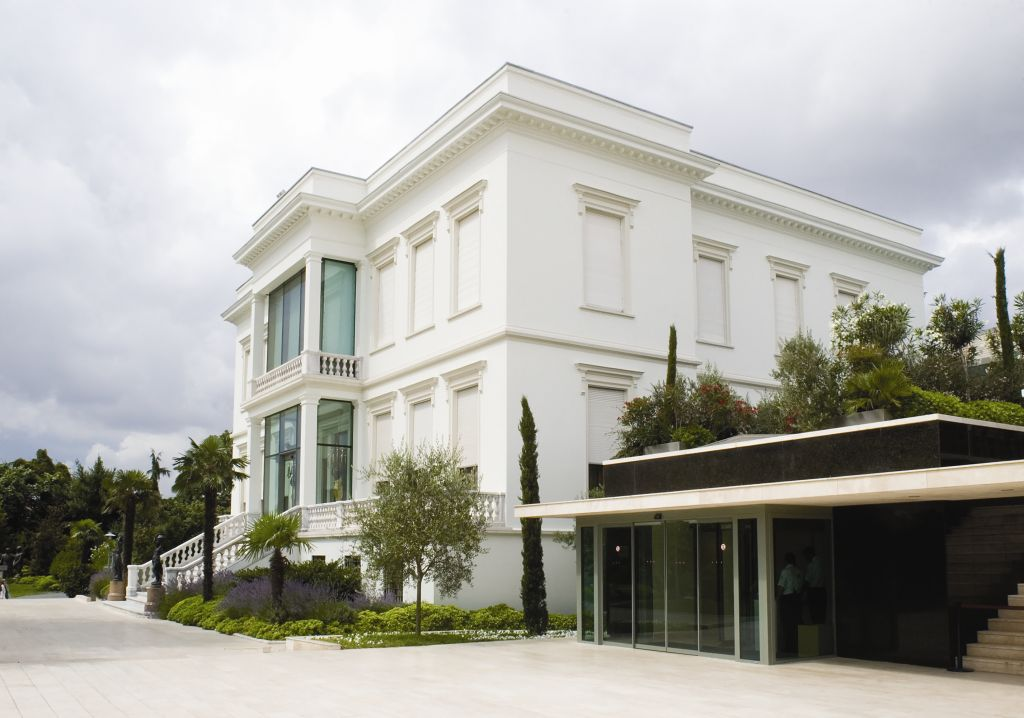
"آتلی کوشک"

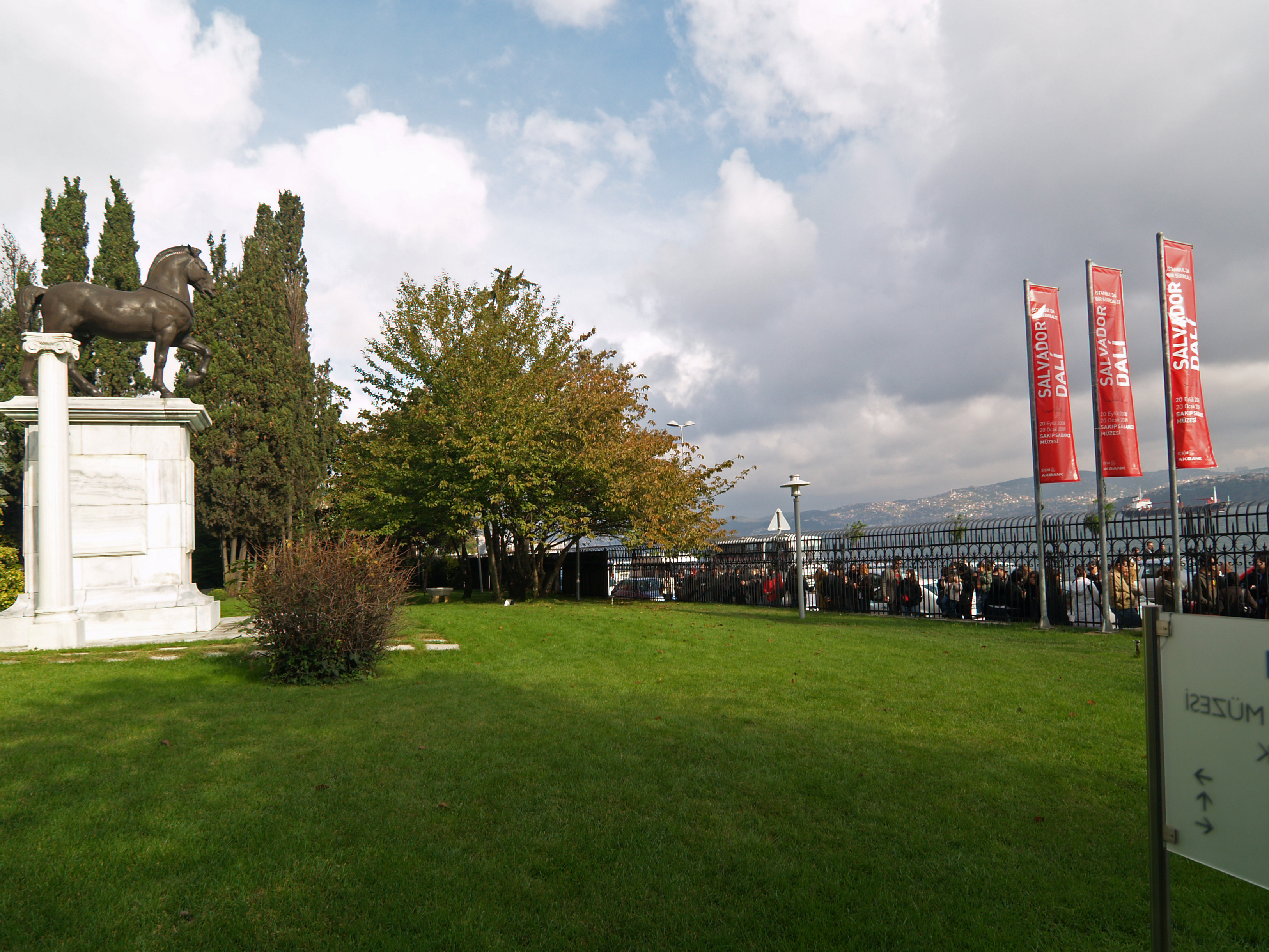
نمای دروازه ورودی عمارت از داخل- مجسمه اسب (سمت چپ)، و صفی که منتظر بازدید از نمایشگاه "سالوادور دالی: یک سوررئالیست در استانبول" است.

این بنای تاریخی از سال ۱۸۴۸ تا ۱۸۸۴ متعلق به چندین خانواده پاشا و خدیوهای عالی‌رتبه و فرمانداران مصری بود که به دستور سلطان عبدالحمید دوم توسط خزانه‌داری عثمانی خریداری شد و به عنوان هدیه به نیکولای اول پادشاه مونته‌نگرو تقدیم گردید. این عمارت ۳۰ سال بعد به عنوان اقامتگاه سلطنتی و سفارت مونته‌نگرو خدمت کرد. در سال ۱۹۱۳، دولت عثمانی آن را پس گرفت، که محل زندگی نوه سلطان محمد پنجم رشاد شد. پس از تأسیس جمهوری ترکیه، شاهزاده محمد علی حسن، نوه خدیو اسماعیل پاشا، خانه متروکه آن زمان را خریداری کرد و معمار ادوارد دی ناری را مأمور ساخت خانه کنونی کرد. با این حال، سال‌ها بدون استفاده ماند تا اینکه خواهر بزرگ شاهزاده مصری در سال ۱۹۴۴ آن را به خانه خود تبدیل کرد.
این عمارت در سال ۱۹۹۸ به مدت ۴۹ سال به همراه کلیه مبلمان عتیقه و مجموعه‌های هنری به دانشگاه سابانجی اجاره داده شد. امروز، عمارت اصلی و ضمیمه گالری مدرن، میزبان مجموعه‌های هنری گسترده قرن ۱۹ و ۲۰ است.

### مجموعه

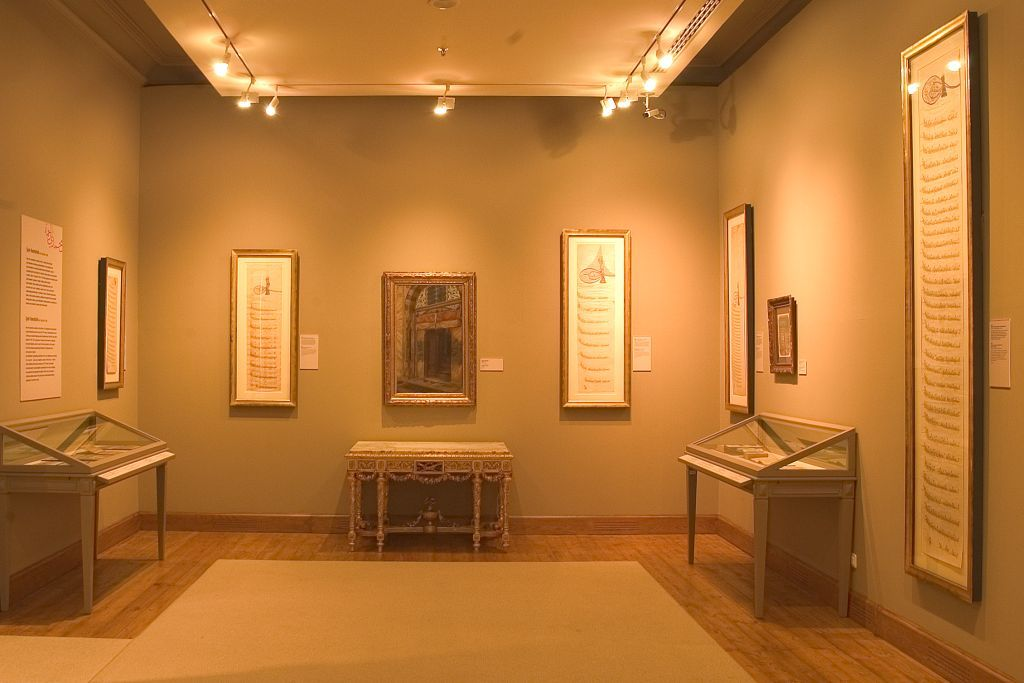
مجموعه خط عثمانی

## نمایشگاه‌ها

### نمایشگاه‌های موقت
نمایشگاه‌های موقتی که در موزه برگزار شده به ترتیب زمانی فهرست شده‌اند:
- (۲۷ ژوئیه ۲۰۰۳–۵ ژوئن ۲۰۰۴) مشارکت قدرت: مصنوعات از موزه باستان‌شناسی استانبول، انسان و اسب
- (۲۱ ژانویه ۲۰۰۳–۱۸ مه ۲۰۰۴) از مدیسی‌ها تا ساوویا: شکوه عثمانی در مجموعه‌های فلورانس
- (۱۲ ژوئن ۲۰۰۴–۲۴ نوامبر ۲۰۰۴) پاریس - سنت پترزبورگ: سه قرن مد اروپایی از مجموعه الکساندر واسیلیف
- (۲۴ ژوئن ۲۰۰۵–۲۸ سپتامبر ۲۰۰۵) قطعات گردآوری شده از مجموعه ظروف چینی اروپایی موزه قصر توپکاپی در کاخ عثمانی
- (۱۳ اوت ۲۰۰۵–۹ نوامبر ۲۰۰۵) قطعات گردآوری شده از مجموعه موزه‌های اتریش، انگلیسی، اسلوونی، کرواسی و ترکیه به نام تصویر ترک‌ها در اروپا در قرن هفدهم.
- (۲۴ دسامبر ۲۰۰۵–۲۶ آوریل ۲۰۰۶) پیکاسو در استانبول
- (۱۴ مه ۲۰۰۶–۲۸ ژوئن ۲۰۰۶) هنر کتاب از شرق تا غرب و خاطرات جهان عثمانی: شاهکارهایی از موزه Calouste Gulbenkian در لیسبون
- (۱۳ ژوئیه ۲۰۰۶–۳ اکتبر ۲۰۰۶) استاد مجسمه‌ساز رودن در استانبول
- (۷ ژانویه ۲۰۰۶–۸ مه ۲۰۰۷) چنگیز خان و وارثانش: امپراتوری بزرگ مغول
- (۱۹ مه ۲۰۰۷–۱۹ سپتامبر ۲۰۰۷) در ستایش خدا: فرش‌های آناتولی در کلیساهای ترانسیلوانیا، ۱۵۰۰–۱۷۵۰، و گلدوزی‌های کایتگ و هنر نساجی از داغستان
- (۸ اکتبر ۲۰۰۷–۱ دسامبر ۲۰۰۷) ملاقات کور، استانبول
- (۲۴ دسامبر ۲۰۰۷–۲۷ فوریه ۲۰۰۸) دنیای ابیدین دینو
- (۱۱ ژانویه ۲۰۰۷–۲ آوریل ۲۰۰۸) خطوط به خط عثمانی طلایی از موزه ساکیپ سابانجی، استانبول، در Real Academia de Bellas Artes de San Fernando، مادرید
- (۱۸ مارس ۲۰۰۸–۱ ژوئیه ۲۰۰۸) استانبول، اصفهان و دهلی: سه پایتخت شاهکارهای اسلامی از مجموعه لوور
- (۴ مه ۲۰۰۸–۱۵ ژوئیه ۲۰۰۸) خوشنویسی عثمانی از موزه ساکیپ سابانجی در رئال آلکازار، سویا
- (۲۰ اکتبر ۲۰۰۸–۱ مارس ۲۰۰۹) سالوادور دالی: یک سوررئالیست در استانبول
- (۱۶ مه ۲۰۰۹–۳۰ ژوئیه ۲۰۰۹) سفر به غرب: ۷۰ سال نقاشی ترکیه
- (۱۴ ژوئن ۲۰۰۹–۲ سپتامبر ۲۰۰۹) لیسبون: خاطرات از شهر دیگری
- (۱۰ سپتامبر ۲۰۰۹–۲۰ سپتامبر ۲۰۰۹) جریان
- (۹ اکتبر ۲۰۰۹–۱ دسامبر ۲۰۰۹) جوزف بیویز و شاگردانش: آثاری از مجموعه دویچه بانک
- (۱۹ دسامبر ۲۰۰۹–۲۰ آوریل ۲۰۱۰) ونیز و استانبول در دوره عثمانی: عشق به هر نام دیگری
- (۱۳۸۹/۰۴/۱۵–۲۰۱۰/۰۶/۲۷) فراتر از مرزها با قلم مو و قلم: برگزیده آثار خوشنویسی شرقی و غربی
- (۵ ژوئیه ۲۰۱۰–۲۶ اکتبر ۲۰۱۰) استانبول افسانه ای: از بیزانس تا استانبول، ۸۰۰۰ سال از یک پایتخت
- (۵ دسامبر ۲۰۱۰–۱۳ آوریل ۲۰۱۱) گنجینه موزه آقاخان
- (۱۱ دسامبر ۲۰۱۰–۹ فوریه ۲۰۱۱) نمایشگاه "جایزه جمیل ۲۰۰۹" موزه ویکتوریا و آلبرت
- (۲۳ ژوئن ۲۰۱۱–۳۰ نوامبر ۲۰۱۱) در سراسر: سیکلادها و آناتولی غربی در هزاره سوم قبل از میلاد
- (۱۷ اکتبر ۲۰۱۱–۳۱ ژانویه ۲۰۱۱) SSM میزبان سوفی کال با "برای آخرین و اولین بار" است.
- (۲۲ مارس ۲۰۱۲–۱۰ ژوئیه ۲۰۱۲) "جایی که تاریکی با نور ملاقات می‌کند. . " رامبراند و معاصرانش: عصر طلایی هنر هلندی
- (۳۰ مه - ۲۲ سپتامبر ۲۰۱۳) طرفدار از گذشته تا امروز
- (۲۹ ژوئن ۲۰۱۲–۱۶ سپتامبر ۲۰۱۲) CoBrA- ۱۰۰۰ روز هنر رایگان
- (۹ اکتبر ۲۰۱۲–۶ ژانویه ۲۰۱۳) باغ مونه
- (۲۵ آوریل - ۱۱ اوت ۲۰۱۳) ۱۰۰۱ چهره شرق‌شناسی
- (۱۰ سپتامبر ۲۰۱۳–۲ فوریه ۲۰۱۴) آنیش کاپور در استانبول
- (۱۹ ژانویه - ۱۳ آوریل ۲۰۱۴) شاهکارهایی از مجموعه SSM در بحرین "پانصد سال خوشنویسی اسلامی"
- (۷ مارس - ۱۵ ژوئن ۲۰۱۴) خاطرات نزدیک همسایه دور: ۶۰۰ سالگرد روابط ترکیه و لهستان
- (۲۹ آوریل - ۱۰ اوت ۲۰۱۴) "پرتره ساکیپ سابانچی" – کوتلوگ آتامان
- (۲۳ سپتامبر ۲۰۱۴–۸ مارس ۲۰۱۵) ژان میرو. زنان، پرندگان، ستاره‌ها
- (۹ آوریل ۲۰۱۵–۲۶ ژوئیه ۲۰۱۵) "قرار ملاقات… اتحاد مجدد"

## غذا و نوشیدنی
از سال ۲۰۰۵، رستوران ترکی چانگای، شعبه‌ای به نام «موزه دچانگا» در موزه دارد. این مکان پوشیده از شیشه، برنده جایزه مجله Wallpaper* در سال ۲۰۰۷ برای رستوران با طراحی بهترین، منویی مختصر اما خوشمزه از غذاهای بین‌المللی را ارائه می‌دهد که توسط سرآشپز مشهور کیوی پیتر گوردون هماهنگ شده‌است.